# 聖・少女
「聖・少女」（せい・しょうじょ）は、西城秀樹の42枚目のシングル。1982年6月21日にRCAから発売された。

## 解説
作詞・作曲は西城秀樹と同じ広島県出身の吉田拓郎である。西城はこの曲を「これは広島弁の歌だなと思った」と語っている。
トロピカルという言葉が流行した頃であり、歌詞もアレンジも海や夏の太陽を感じさせる、とても明るいナンバーとなっている。
オリコンでは最高位9位（100位内14週）、17.4万枚のセールスとなった。
第24回日本レコード大賞では、5年連続となる金賞を受賞した

## 収録曲
（全作詞：松本隆／作曲：吉田拓郎／編曲：瀬尾一三）
1. 聖・少女
2. 夕陽よ、俺を照らせ

## この頃のできごと
- 1982年8月21日 - 第9回大阪球場コンサート「BIG GAME '82 HIDEKI」を開催した。
- 1982年9月20日～9月25日 - 香港にて2回目のコンサートを開催する。